# Mediadora

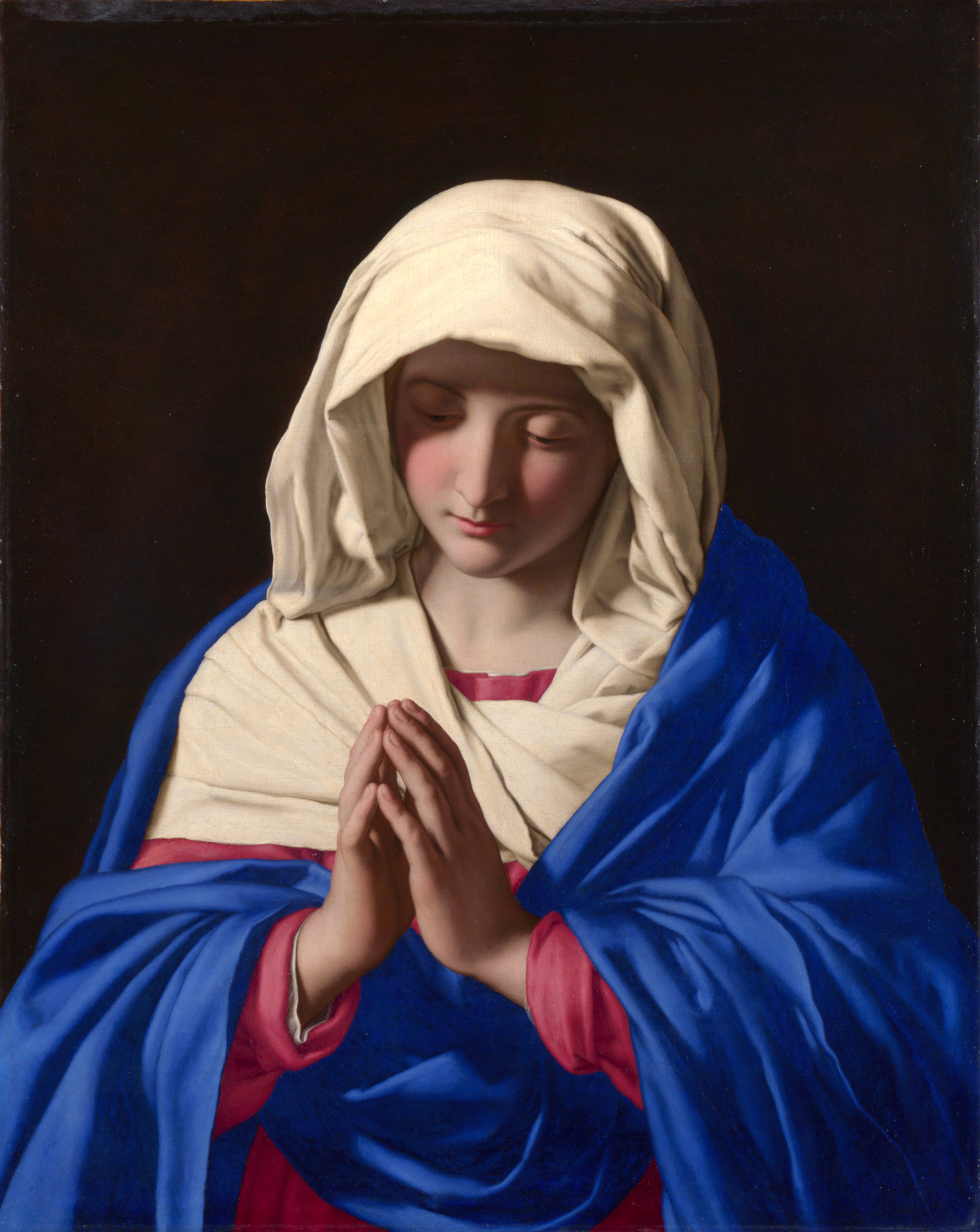
Virgen María rezando, por Giovanni Battista Salvi da Sassoferrato obra expuesta en el National Gallery de Londres.

Mediadora (en latín: mediator) en mariología católica, el título mediadora se refiere al papel intercesor de la Virgen María como mediadora en la redención salvífica de su hijo Jesucristo y que otorga gracias a través de ella. Mediadora es un título antiguo que ha sido utilizado por muchos cristianos desde al menos el siglo V. Su uso creció durante la Edad Media y alcanzó su apogeo en los escritos de Luis María Grignion de Montfort en el siglo XVIII.
Se atribuye a María un papel general de mediación o intercesión en la religión católica y en las Iglesias ortodoxas. El término "Mediadora" se le aplicó en la constitución dogmática Lumen gentium del Concilio Vaticano II.

«Esto, sin embargo, debe entenderse de tal manera que no quita ni agrega nada a la dignidad y eficacia de Cristo, el único Mediador»
(Constitución dogmática Lumen gentium, Concilio Vaticano II).

## Término
El uso del título mediadora y la doctrina de que María tiene un nivel más alto de intercesión santa «debido a su relación especial con su hijo Jesús» es distinto de las cuestiones teológicas involucradas en el establecimiento de la mediadora de todas las gracias como dogma . El 12 de septiembre de 2015, la Congregación para el Culto Divino y la Disciplina de los Sacramentos a través de la Arquidiócesis de Lipa, Filipinas, declaró que la aparición mariana del año 1948 bajo el título Nuestra Señora Mediadora de Todas las Gracias era auténtica y digna de una fe piadosa, pero es rechazado como no sobrenatural por la Congregación para la Doctrina de la Fe el 1 de junio de 2016.

## Historia

### Historia temprana

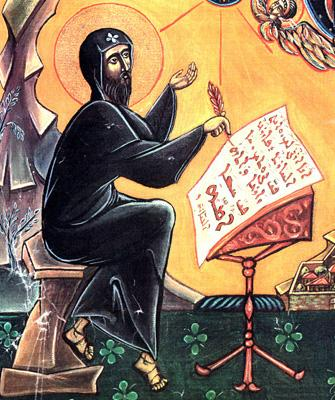
Representación ilustrativa de Efrén de Siria quien tiene el título honorífico
de Doctor de la Iglesia y Padre de la iglesia

Mediadora es un título antiguo.  Una oración atribuida a Efrén de Siria en el siglo IV la llama «después del mediador, tú (María) eres la mediadora del mundo entero». El título también fue utilizado en el siglo V por Basilio de Seleucia . En el siglo VIII, el título mediadora fue de uso común y Andrés de Creta y Juan de Damasco lo usaron.
Estas primeras nociones colocan la mediación de María en un nivel más alto que el de otras formas de intercesión de los santos. Su posición como madre de Jesucristo redentor y fuente de gracia la hace preeminente entre otros que podrían ser llamados mediadores.

### Edad Media tardía
El uso del título de mediadora continuó creciendo en la Edad Media, y Bernardo de Claraval (siglo XII) y Bernardino de Siena (siglo XV) lo usaron con frecuencia.
En el siglo XIII,  Tomás de Aquino señaló que solo Jesucristo puede ser el mediador perfecto entre Dios y la humanidad. Sin embargo, esto no impide que otros puedan ser llamados mediadores, en algún sentido, entre Dios y el hombre, porque asisten y preparan la unión entre Dios y el hombre.
La misma noción fue expresada en el siglo XVI por el Concilio de Trento que declaró:«»

«Que los santos, que reinan juntamente con Cristo, ofrecen sus propias oraciones a Dios por los hombres; que es bueno y útil invocarlos suplicantes, y recurrir a sus oraciones, ayuda (y) ayuda para obteniendo beneficios de Dios, a través de Su Hijo, Jesucristo nuestro Señor, que es nuestro único Redentor y Salvador; pero que piensen impíamente, que niegan que los santos, que gozan de la felicidad eterna en el cielo, sean invocados; o que afirmen ya sea que no recen por los hombres; o que la invocación de ellos para rezar por cada uno de nosotros, incluso en particular, es idolatría; o que es repugnante a la palabra de Dios; y se opone al honor del único mediador. de Dios y de los hombres, Cristo Jesús, o que es necio suplicar, vocal o mentalmente, a los que reinan en los cielos»
(Concilio de Trento).

### Siglos XVII-XVIII
La confianza en la intercesión de María creció y alcanzó su apogeo en los escritos de los santos Louis de Montfort y  Alfonso María de Ligorio en el siglo XVIII.
El enfoque de Louis de Montfort que más tarde influyó en el Papa Juan Pablo II enfatizó que María es el camino natural para acercarse a Jesús debido a su relación especial con él. Esta confianza en la intercesión de María se basa en la fórmula general de Montforte:  «... Hacer todas nuestras acciones por María, con María, en María y para María para que las hagamos aún más. perfectamente por Jesús, con Jesús, en Jesús y para Jesús ...»
En su libro Tratado de oración, Alfonso María de Ligorio  revisó los escritos de Tomás de Aquino y Bernardo de Claraval sobre la intercesión de los santos y el papel de María como Mediadora y apoyó firmemente el título.

### Siglos XIX-XXI
Varios papas han utilizado el título de Mediadora. León XIII lo utilizó en 1896 y Pío X en 1904. Esto continuó en el siglo XX con Benedicto XV y Pío XI,  sin embargo, Pío XII evitó el uso del título, aunque instó a confiar en la intercesión de María.
El Papa Juan Pablo II usó el título mediadora varias veces, y en su encíclica Redemptoris Mater escribió:

«El papel maternal de María hacia las personas no oscurece ni menoscaba en modo alguno la mediación única de Cristo, sino que muestra su fuerza": es mediación en Cristo. ... La mediación de María está íntimamente ligada a su maternidad ... a través de esta plenitud de gracia y de vida sobrenatural estuvo especialmente predispuesta a cooperar con Cristo, único Mediador de la salvación humana. Y tal cooperación es precisamente esta mediación subordinada a la mediación de Cristo.»
(Redemptoris Mater, Juan Pablo II ).

En septiembre de 2012, durante la fiesta de la Natividad de María, la vidente Emma de Guzmán declaró que la Virgen María reveló su papel maternal como "Mediadora ante el Mediador", un título mariano especial asociado por muchos católicos filipinos en referencia a Nuestra Señora Mediadora de todas las gracias.

## Problemas teológicos
Entre los teólogos católicos, es indiscutible que Jesucristo es el único mediador entre Dios y la raza humana, especialmente en el papel salvífico de la redención como lo demuestra la crucifixión en el monte Calvario, como consecuencia, la palabra  «mediador» en sentido estricto de la palabra se ajusta solo a Jesús en relación con Dios, pero en un sentido subordinado, los cristianos ejercen una mediación «que es eficaz a través de, con y en Cristo. El mediador subordinado nunca está solo, pero siempre depende de Jesús». 
Con especial referencia a María, el Catecismo de la Iglesia Católica, citando el Concilio Vaticano II , que en su documento Lumen gentium se refirió a María como "Abogada, Auxiliar, Auxiliadora y Mediadora", dice:

«Llevada al cielo, no dejó a un lado este oficio salvífico, sino que por su intercesión múltiple continúa trayendo los dones de la salvación eterna. ... Por eso la Santísima Virgen es invocada en la Iglesia con los títulos de Abogada, Auxiliadora, Benefactora y Mediadora . La función de María como madre de los hombres no oscurece ni menoscaba en modo alguno esta mediación única de Cristo, sino que muestra su poder. Pero la influencia saludable de la Santísima Virgen sobre los hombres ... brota de la sobreabundancia de los méritos de Cristo, descansa en su mediación, depende enteramente de ella y extrae toda su fuerza de ella. Ninguna criatura podría contarse jamás junto con el Verbo Encarnado y el Redentor; pero así como el sacerdocio de Cristo es compartido de diversas maneras tanto por sus ministros como por los fieles, y como la única bondad de Dios se irradia de diferentes maneras entre sus criaturas, así también la mediación única del Redentor no excluye, sino que da surgir a una cooperación múltiple que no es más que una participación en esta única fuente »
(Lumen gentium).

En un congreso mariológico celebrado en Czestochowa, Polonia, en agosto de 1996, se estableció una comisión en respuesta a una solicitud de la Santa Sede, que había pedido conocer la opinión de los académicos presentes en el congreso sobre la posibilidad de definir un nuevo dogma de fe. con respecto a María como corredentora, mediadora y defensora. (En los últimos años, el Papa y varios dicasterios de la Santa Sede habían recibido peticiones solicitando tal definición.) La respuesta de la comisión, deliberadamente breve, fue unánime y precisa: encontró que los títulos, tal como se proponían, eran ambiguos, como pueden entenderse de formas muy diferentes.  También sostuvo que no era oportuno abandonar el camino marcado por el Concilio Vaticano II y pasar a la definición de un nuevo dogma.

## Mediadora de todas las gracias
Nuestra Señora Mediadora de Todas las Gracias es un título mariano que refleja la fe católica en el papel intercesor de María. 
Más allá de expresar la fe en María como Mediadora, se han hecho propuestas para declarar que María es la Mediadora de todas las gracias. El Papa Benedicto XV permitió a las diócesis de Bélgica celebrar la fiesta de María Mediadora de todas las gracias el 31 de mayo de cada año.  En las ediciones del Misal Romano desde esa fecha hasta 1961, la Misa de María Mediadora de Todas las Gracias se encuentra en el apéndice Missae pro aliquibus locis ( en español, Misas para algunos lugares), pero no en el calendario general para su uso donde se celebra el rito. Otras Misas autorizadas para celebrarse en diferentes lugares el mismo día fueron las de la Santísima Virgen María Reina de Todos los Santos y Madre del Hermoso Amor y Nuestra Señora del Sagrado Corazón de Jesús . La celebración belga ahora ha sido reemplazada por un memorial opcional el 31 de agosto de la Virgen María Mediadora.